# Neonauclea griffithii
Neonauclea griffithii là một loài thực vật có hoa trong họ Thiến thảo. Loài này được (Hook.f.) Merr. mô tả khoa học đầu tiên năm 1915.